# Ghetto Calypso
Ghetto Calypso ist ein Jazzalbum von Marco Eneidi, Peter Kowald, Damon Smith und Spirit. Die am 3. Mai 2000 in Oakland entstandenen Aufnahmen erschienen 2006 auf Not Two Records.

## Hintergrund
Das zeitgleich entstandene Bass-Duo Mirrors – Broken But No Dust von Damon Smith und dem 2002 verstorbenen Peter Kowald ist auf Smiths eigenem Label Balance Point Acoustics zu hören; dieses Quartettalbum wiederum bringt die beiden in die Gesellschaft des Saxophonisten Marco Eneidi und des relativ unbekannt bleibenden Schlagzeugers Spirit. Die Aufnahmen entstanden während Kowalds dreimonatiger Tournee durch die Vereinigten Staaten, mit Begegnungen mit Kidd Jordan und Alvin Fielder in New Orleans, George Lewis in San Diego, Karl Seigfried in Houston, Vinny Golia in Los Angeles, Miya Masaoka und Gino Robair in Oakland, Eddie Gale und Donald Robinson in Berkeley, Fred Anderson und Hamid Drake in Chicago, schließlich mit Assif Tsahar und Rashied Ali in New York.

## Titelliste
- Marco Eneidi / Peter Kowald / Damon Smith / Spirit: Ghetto Calypso (Not Two Records MW 769-2)[3]

1. A Tiny Hole in Tuva
2. Psylium
3. Tangled Lines
4. Ghetto Calypso
5. Sufi Prayer
6. David, with Bert, Plays Mahler
7. Breakfast with a Dervish
8. The Unforseen Is What Is Beautiful
9. Cracked Mirrors, For Example, Or the Long Faded Portrait of One of Your Friends?
10. Pull, Push, Jump (Up)
11. Obo
12. Black Dots
13. Last Call for a Bawdy-House Sweetheart
14. Gargoyles
15. Flight of the Marabou
16. New Music Pygmies
17. Easinesses Found

## Rezeption

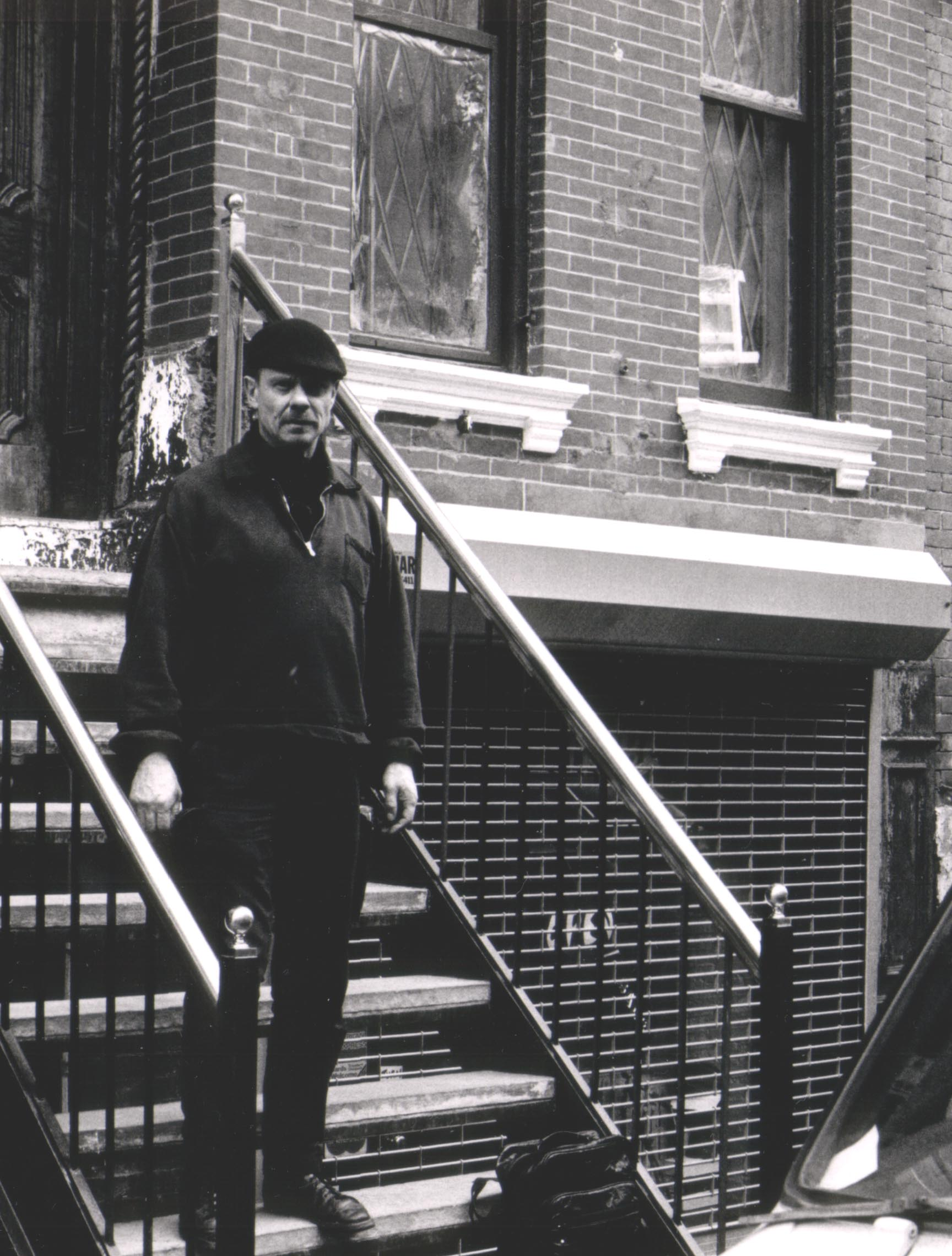
Peter Kowald 1985 in New York (Foto: E. Dieter Fränzel)

Die Erdverbundenheit des Duos Smith/Kowald komme in Stücken wie „David, with Bert, playing Mahler“ oder dem Titelstück voll zur Geltung, wobei beide Musiker in einer Mischung aus stereotypen „amerikanischen“ und „europäischen“ Modi der dialogischen Improvisation verwurzelt seien, meinte Marc Medwin in Dusted. Die beiden gegensätzlichen Kräfte Spirit und Eneidi würden sich um die Bassisten wippen und schlängeln, die die Achse bildeten, um die sich alle Kräfte drehen. Sie seien der Anker in einem sich ständig verändernden stilistischen Sturm, und es ist diese „Öl-und-Wasser-Ästhetik“, die das Erleben des Albums so interessant mache.
Dies sei ein Free-Jazz-Quartett bestehend aus Veteranen, die wissen, in welche Richtung es geht, was Free Jazz angeht, schrieb Max Level (KFJC). Peter Kowald und Damon Smith am Bass würden ein dichtes Fundament aus fleißigem Zupfen und seltsam ansteigenden/abfallenden Streicherstrukturen bilden. Das Schlagzeug von Spirit füge dem intelligente Kommentare hinzu und fungiere als eine Art glitzernde Oberschicht in der Rhythmusgruppe, während Kowald und Smith für den beeindruckenden Bass sorgten. Marco Eneidis farbenfrohe Saxophonlinien würden sich laut und deutlich von der Unschärfe der basslastigen Bewegung abheben, die von den drei anderen aufgepeitscht werde.